# Liste der Kulturdenkmäler in Neuleiningen
In der Liste der Kulturdenkmäler in Neuleiningen sind alle Kulturdenkmäler der rheinland-pfälzischen Ortsgemeinde Neuleiningen aufgeführt. Grundlage ist die Denkmalliste des Landes Rheinland-Pfalz (Stand: 19. Dezember 2024).

## Denkmalzonen
| Bezeichnung                        | Lage                                                                               | Baujahr | Beschreibung | Bild                           |
| ---------------------------------- | ---------------------------------------------------------------------------------- | ------- | --- | ------------------------------ |
| Denkmalzone Burgruine Neuleiningen | Kirchengasse 14 Lage                                                               | 1238    | zwischen 1238 und 1241 von Graf Friedrich III. von Leiningen errichtet, im 16. Jahrhundert als Witwensitz der Leininger genutzt, 1690 durch die Franzosen zerstört; Hauptburg in der nordwestlichen Ecke auf dem höchsten Punkt; nicht ganz viereckige Anlage mit Rundtürmen an den Ecken, Typ des Vierturmkastells; in den Türme ursprünglich kleine Rechteck- und Spitzbogenöffnungen mit geschränkten Gewänden, in den Ringmauer regelmäßige Abfolge von Schießscharten; von der ausgebauten, östlich anschließenden Vorburg, die wahrscheinlich auch Burgkapelle und heutige Pfarrkirche einbezog, die nördlich dem Steilhang folgende Ringmauer mit Schlitzfenstern erhalten | weitere Bilder Fotos hochladen |
| Denkmalzone Ortskern               | An den Gärten, Kirchengasse, Kuhtrifftweg, Mittelgasse, Talstraße, Untergasse Lage |         | der von der Stadtbefestigung umschlossene Bereich der mittelalterlichen Siedlung samt Graben im Westen und den Steilhängen in Norden, Osten und Süden, der Kirchengasse und Untergasse 56 mit Burgruine, Pfarrkirche, ehemaligem herrschaftlichen Anwesen, ehemaliger Kellerei, Bürgerhäusern; Baubestand überwiegend aus dem 18. Jahrhundert mit mittelalterlichen Teilen | Fotos hochladen                |

## Einzeldenkmäler
| Bezeichnung                          | Lage                                                | Baujahr                           | Beschreibung | Bild                           |
| ------------------------------------ | --------------------------------------------------- | --------------------------------- | --- | ------------------------------ |
| Stadtbefestigung                     |                                                     | 13. Jahrhundert                   | im 13. Jahrhundert nach Errichtung der Burg angelegter, im 15. Jahrhundert ausgebauter geschlossener Mauergürtel; teilweise erhaltener Wehrgang mit Schießscharten, erhalten das Obertor (Kirchengasse 2), der Diebsturm (An den Gärten 3) und der Kranichturm (Mittelgasse 56); eine der besterhaltenen mittelalterlichen Ortsbefestigungen der Pfalz | weitere Bilder Fotos hochladen |
| Wegekreuz                            | Am Kreuz, bei Nr. 1 Lage                            | 1737                              | Wegekreuz, spätbarock, bezeichnet 1737 | Fotos hochladen                |
| Portal                               | An den Gärten, an Nr. 2 Lage                        | 1601                              | Portal, bezeichnet 1601 | BW                             |
| Portal                               | An den Gärten, vor Nr. 3 Lage                       | 1599                              | Portal, bezeichnet 1[5]99 | BW                             |
| Diebsturm                            | An den Gärten, bei Nr. 3 Lage                       |                                   | Halbschalenturm am südöstlichen Ende der Stadtbefestigung | weitere Bilder Fotos hochladen |
| Spolie                               | An den Gärten, an Nr. 14 Lage                       | 1713                              | spätbarocker Türsturz, bezeichnet 1713 | BW                             |
| Brunnen                              | Kirchengasse Lage                                   | 19. Jahrhundert                   | Laufbrunnen, 19. Jahrhundert | BW                             |
| Kriegerdenkmal                       | Kirchengasse Lage                                   | 1964                              | Kriegerdenkmal 1914/18 und 1939/45, Hl. Georg, 1964 von Otto Rumpf | Fotos hochladen                |
| Hofanlage                            | Kirchengasse 1, Mittelgasse 37 Lage                 | 16. und 17. Jahrhundert           | stattliche Hofanlage; Bruchsteinbau mit Krüppelwalm, im Kern wohl aus dem 16. und 17. Jahrhundert, Umbau im späten 18. oder frühen 19. Jahrhundert, Portal mit Maskenmedaillons bezeichnet 1581; platzbildprägend | BW                             |
| Obertor                              | Kirchengasse, bei Nr. 2 Lage                        |                                   | in die Stadtmauer integrierter Rundbogen | Fotos hochladen                |
| Hofanlage                            | Kirchengasse 4 Lage                                 | 1786                              | Hofanlage; im Kern älterer spätbarocker Putzbau, bezeichnet 1786, Kellerpförtchen bezeichnet 1606, in der Nische tönerne Madonna, Bruchsteinscheune, in den Hang gegrabener Kellergang; ortsbildprägend | Fotos hochladen                |
| Wohnhaus                             | Kirchengasse 12 Lage                                | spätes 18. Jahrhundert            | eingeschossiger Walmdachbau über Hochkeller, spätes 18. Jahrhundert; in hofseitigem Neubau spätbarockes Sandsteinrelief; straßenbildprägend | BW                             |
| Katholische Pfarrkirche St. Nikolaus | Kirchengasse 15 Lage                                | 13. Jahrhundert                   | mittelalterlicher Bruchsteinbau um 1500, Langhaus im Kern wohl aus dem 13. Jahrhundert (ehemalige Burgkapelle), aus der Achse gerückter Westturm mit Krüppelwalmdach, spätgotischer Chor des frühen 16. Jahrhunderts; mittelalterlicher Ausstattung; außen barockes Sandsteinkruzifix, bezeichnet 1711                                                 | weitere Bilder Fotos hochladen |
| Wohnhaus                             | Kirchengasse 19 Lage                                | 18. Jahrhundert                   | spätbarockes Fachwerkhaus, teilweise massiv, 18. Jahrhundert | Fotos hochladen                |
| Zunftschild                          | Mittelgasse, an Nr. 11a Lage                        | erste Hälfte des 18. Jahrhunderts | Zunftschild, Schmiedeeisen, erste Hälfte des 18. Jahrhunderts | Fotos hochladen                |
| Torfahrt                             | Mittelgasse, an Nr. 15 Lage                         | 18. Jahrhundert                   | Torfahrt, 18. Jahrhundert | BW                             |
| Kellerpforte                         | Mittelgasse, an Nr. 16 Lage                         | 1605                              | Renaissance-Kellerpforte, bezeichnet 1605, Rechteckfenster und Portal | Fotos hochladen                |
| Wohnhaus                             | Mittelgasse 17 Lage                                 | 1567                              | zweiteiliger dreigeschossiger Fachwerkbau, teilweise massiv, im Kern bezeichnet 1567, Umbauten bezeichnet 1733 | BW                             |
| Wohnhaus                             | Mittelgasse 19 Lage                                 | 17. oder 18. Jahrhundert          | straßenbildprägender barocker Fachwerkbau, teilweise massiv, Renaissanceportal um 1600 | Fotos hochladen                |
| Marktbrunnen                         | Mittelgasse, bei Nr. 20 Lage                        | 1782                              | Marktbrunnen; Sandsteintrog, Löwenskulptur bezeichnet 1782 (Original im Rathaus) | weitere Bilder Fotos hochladen |
| Wohnhaus                             | Mittelgasse 22 Lage                                 | um 1600                           | zweiteiliger barocker Fachwerkbau, teilweise massiv, im Kern um 1600; platzbildprägend | Fotos hochladen                |
| Wohnhaus                             | Mittelgasse 23 Lage                                 | 1717                              | straßenbildprägender barocker Fachwerkbau mit Mesusa, bezeichnet 1717 und hebräisch [5]477 mit älteren Teilen; Stützmauerpforte bezeichnet 1612 mit Spolie | BW                             |
| Wohnhaus                             | Mittelgasse 30 Lage                                 | 15. oder 16. Jahrhundert          | dreigeschossiger, giebelständiger Putzbau zur Untergasse; Erdgeschoss 15. oder 16. Jahrhundert, erstes Obergeschoss 16. Jahrhundert, zweites Obergeschoss teilweise Fachwerk, wohl aus dem 19. Jahrhundert | BW                             |
| Wohnhaus                             | Mittelgasse 32 Lage                                 | 16. Jahrhundert                   | dreigeschossiges Wohnhaus, Erdgeschoss wohl aus dem 16. Jahrhundert, Fachwerkgeschosse 18. Jahrhundert | BW                             |
| Wohnhaus                             | Mittelgasse 33 Lage                                 | erste Hälfte des 18. Jahrhunderts | stattlicher Krüppelwalmdachbau mit Fachwerkgiebel, erste Hälfte des 18. Jahrhunderts | BW                             |
| Kellereingang                        | Mittelgasse, an Nr. 34 Lage                         | 1771                              | Kellereingang, Hausmarke bezeichnet 1771 | BW                             |
| Wohnhaus                             | Mittelgasse 36 Lage                                 | 18. Jahrhundert                   | barockes Wohnhaus, 18. Jahrhundert, Fachwerkgeschoss spätes 17. oder frühes 18. Jahrhundert | BW                             |
| Wohnhaus                             | Mittelgasse 38 Lage                                 | 1565                              | Krüppelwalmdachbau, zweite Hälfte des 19. Jahrhunderts, mit Bauteilen des 16. bis 18. Jahrhunderts: Treppenturm, Keller mit 1565 bezeichnet Pforte, seitlich bezeichnet 1[7]21, in der Wand des Wirtschaftsbaus ehemaliger Türsturz bezeichnet 1598 | BW                             |
| Portal                               | Mittelgasse, an Nr. 42 Lage                         | 1582                              | Portalsturz bezeichnet 1582, Kellereingang bezeichnet 1726 | BW                             |
| Hofanlage                            | Mittelgasse 56 Lage                                 | 1834/35                           | Winzerhof; Dreiseithof, 1834/35; klassizistischer Krüppelwalmdachbau, Gartenanlage | Fotos hochladen                |
| Kranichturm                          | Mittelgasse, bei Nr. 56 Lage                        |                                   | Halbschalenturm der Stadtbefestigung | BW                             |
| Kellereingang                        | Obergasse, an Nr. 1 Lage                            | 1740                              | Kellereingang, bezeichnet 1740 | BW                             |
| Spolie                               | Obergasse, an Nr. 4 Lage                            | 1705                              | Ofenstein, bezeichnet 1705 | BW                             |
| Hofanlage                            | Obergasse, an Nr. 11 Lage                           | 16. oder 17. Jahrhundert          | dreigeschossige Putzfassade zur Mittelgasse, wohl aus dem 16. oder 17. Jahrhundert, Obergassenfassade im 19. Jahrhundert überformt; zugehörig Nr. 10 Bruchsteinscheune, teilweise Fachwerk | BW                             |
| Gräfliche Bäckerei                   | Obergasse 14 Lage                                   | 18. Jahrhundert                   | ehemalige gräfliche Bäckerei; Hakenhof, 18. Jahrhundert; spätbarockes Wohnhaus, teilweise Fachwerk, Hoftor bezeichnet 1712 | Fotos hochladen                |
| Architekturteile                     | Obergasse, an Nr. 15 Lage                           | 1592                              | reiches Renaissanceportal, bezeichnet 1592, Fensterumrahmung aus gleichartigen Spolien; spätgotische Fachwerkelemente | BW                             |
| Friedhof                             | Sausenheimer Straße Lage                            | 1730                              | Friedhof 1730 angelegt, mehrfach nach Westen erweitert, mit umlaufender Bruchsteinmauer; ehemalige Flurkapelle, das sogenannte Heiligenhäuschen, zahlreiche Grabsteine des 18. bis 20. Jahrhunderts | Fotos hochladen                |
| Villa                                | Sausenheimer Straße 6 Lage                          | 1901                              | ein- bis zweigeschossige späthistoristische Backstein-Villa, 1901 | BW                             |
| Spitzhäuschen                        | Untergasse 1 Lage                                   | 1800                              | teilweise Fachwerk, eingeschossiger Teil mit Krüppelwalmdach, bezeichnet 1800; ortsbildprägend | BW                             |
| Spital                               | Untergasse 6 Lage                                   | 17. und 18. Jahrhundert           | ehemaliges Spital; kleine Hofanlage; Fachwerkbau, teilweise massiv, 17. und 18. Jahrhundert, Kellerpforte bezeichnet 1629, Fachwerkscheune bezeichnet 1716 | Fotos hochladen                |
| Wohnhaus                             | Untergasse 10 Lage                                  | vor 1689                          | Krüppelwalmdachbau, teilweise Fachwerk, im Kern wohl vor 1689 | BW                             |
| Spülbrunnen                          | Untergasse, gegenüber Nr. 12 Lage                   | 1615                              | Wasserbecken, in der Rückwand Spolie, bezeichnet 1615 | Fotos hochladen                |
| Bruchsteinturm und Architekturteile  | Untergasse, an Nr. 13 Lage                          | 14. Jahrhundert                   | Bruchsteinturm, wohl aus dem 14. Jahrhundert; am Haus Stichbogenpforte, 16. oder 17. Jahrhundert; am Querzug der Gasse Kellerpforte, bezeichnet 1595; im unteren Teil der Gasse Rundbogentor (Spolie), wohl vom Ende des 16. Jahrhunderts; seitlich gotisches Fensterchen; in der Front zur Mittelgasse barockes Türsturzfragment, bezeichnet 1728     | BW                             |
| Wohnhaus                             | Untergasse 14 Lage                                  | 1841                              | eingeschossiger Massivbau über Hochkeller, bezeichnet 1841, teilweise Zierfachwerk wohl aus dem 17. Jahrhundert | BW                             |
| Portal                               | Untergasse, an Nr. 18 Lage                          | 1608                              | Portal, Renaissance, bezeichnet 1608 | BW                             |
| Portal                               | Untergasse, an Nr. 22 Lage                          | frühes 17. Jahrhundert            | Portal, frühes 17. Jahrhundert | BW                             |
| Hofanlage                            | Untergasse 26 Lage                                  | 18. Jahrhundert                   | Hakenhof, 18. Jahrhundert; repräsentativer spätbarocker Walmdachbau, bezeichnet 1720 | BW                             |
| Kellerei                             | Untergasse 40/42 Lage                               | 1594                              | ehemalige Kellerei; Nr. 42 Renaissancebau, 1594 (datiert), Umbau bezeichnet 1812, über mittelalterlichem Keller, 14. Jahrhundert, mit Ausstattung; Torbau mit Krüppelwalm-Mansarddach; Nr. 40 ehemalige Schaffnerhaus, Bruchsteinbau mit Krüppelwalmdach, 1810 (datiert); Gartenpavillon 18. Jahrhundert                                               | weitere Bilder Fotos hochladen |
| Zehntscheune                         | Untergasse 44 Lage                                  | 18. Jahrhundert                   | ehemalige Zehntscheune; Krüppelwalmdachbau, teilweise Fachwerk, 18. Jahrhundert | BW                             |
| Hofanlage                            | Untergasse 56 Lage                                  | 18. Jahrhundert                   | Hakenhof, 18. Jahrhundert; Krüppelwalmdachbau, teilweise Fachwerk, verputzt, bezeichnet 1745 und 1818 (wohl Umbau), Hoftor bezeichnet 1755; straßenbildprägend | BW                             |
| Wegekreuz                            | nördlich des Ortes am Goldberg Lage                 | 1912                              | Wegekreuz, Sockel bezeichnet 1912, Metallkorpus | Fotos hochladen                |
| Wegekreuz                            | nordwestlich des Ortes am Goldberg Lage             | 1651                              | Wegekreuz, Sockel bezeichnet 1846/1944 und 1651, Kruzifix bezeichnet 1846 | Fotos hochladen                |
| Wegekreuz                            | südlich des Ortes an der L 520 Lage                 | 1731                              | Wegekreuz, Sockel bezeichnet 1731, Steingusskorpus erneuert | Fotos hochladen                |
| Kilometerstein                       | südwestlich des Ortes an der L 520 (Talstraße) Lage | um 1872                           | Kilometerstein Nr. 10, Säulenstumpf, um 1872 | Fotos hochladen                |